# 黒木雄心
黒木 雄心（くろき ゆうしん）は、日本の漫画家。福岡県出身（デビュー時）。

## 来歴・概要
2011年・20歳のときに『メガトンパンチラー吉田』を執筆し、JUMPトレジャー新人漫画賞（2012年3月期・審査員篠原健太）で佳作を受賞する。この頃は水無月すうのアシスタントをしていた。
2014年に『もめるひと』を『少年ジャンプNEXT!!』2014vol.3に掲載しデビュー。少年向けのバカエロ・コメディ漫画作品を発表している。

## 作品
| タイトル                  | 形式 | 掲載誌                                  | 単行本  | 備考                                         |
| ------------------------- | ---- | --------------------------------------- | ------- | -------------------------------------------- |
| メガトンパンチラー吉田    | 読切 | 少年ジャンプ公式サイト（WEB）           | ダビデ1 | 2012年（第57回）JUMPトレジャー新人漫画賞佳作 |
| もめるひと                | 読切 | 少年ジャンプNEXT!!2014vol.3             | ダビデ3 | デビュー作                                   |
| もめるひと                | 読切 | 週刊少年ジャンプ2015年2号               | ダビデ2 |                                              |
| セントウのススメ          | 連載 | ジャンプGIGA2017年vol.1-4               |         | 初連載。全4話                                |
| 思春期ルネサンスダビデ君  | 読切 | 週刊少年ジャンプ2018年6号               |         | 企画参加3ページ。連載版の原型。単行本未収録  |
| 思春期ルネサンス!ダビデ君 | 連載 | 週刊少年ジャンプ2018年42号 - 2019年26号 | 全4巻   |                                              |